# هایپر اسکیپ
هایپر اسکِیپ (انگلیسی: Hyper Scape) یک بازی بتل رویال تیراندازی اول شخص که توسط یوبی‌سافت مونترآل توسعه شده و توسط یوبی‌سافت برای مایکروسافت ویندوز، پلی‌استیشن ۴ و ایکس‌باکس وان منتشر شده‌است.
نسخه آزمایشی در ۱۲ ژوئیه ۲۰۲۰ برای مایکروسافت ویندوز منتشر شد. این بازی در ۱۱ اوت ۲۰۲۰ برای مایکروسافت ویندوز، پلی استیشن ۴ و ایکس باکس وان منتشر شد.